# محوطه جعفر باقری
محوطه جعفر باقری در شهرستان گیلانغرب، بخش کواور، دهستان گواور، ۶۰۰ متری شمال غربی روستای می‌رمینگه علیا واقع شده و این اثر در تاریخ ۲۷ اسفند ۱۳۸۶ با شمارهٔ ثبت ۲۲۴۴۶ به‌عنوان یکی از آثار ملی ایران به ثبت رسیده است.